# Mosaico de selva y sabana del norte del Congo
El mosaico de selva y sabana del norte del Congo es una ecorregión de la ecozona afrotropical, definida por WWF, que se extiende desde Camerún hasta Uganda, pasando por la República Centroafricana, la República Democrática del Congo y Sudán del Sur.

## Descripción
Es una ecorregión de sabana que cubre un área de 708.100 kilómetros cuadrados en África Central. Forma parte del cinturón de mosaico de selva y sabana que separa las selvas de África ecuatorial de las sabanas tropicales, y contiene las sabanas arboladas más septentrionales de África. Se extiende desde la cordillera de Camerún en el oeste, por el centro de Camerún y el sur de la República Centroafricana, hasta el suroeste de Sudán del Sur y el nordeste de la República Democrática del Congo. Incluye también una estrecha zona del noroeste de Uganda. Los ríos Ubangui y Uele forman la frontera sur de la ecorregión, mientras que el río el Gazal marca la frontera oriental.
Limita al norte y al este con la sabana sudanesa oriental, al noreste con la pradera inundada del Sahara, al oeste con el mosaico de selva y sabana de Guinea, la selva de la cordillera de Camerún y la selva costera del Cross-Sanaga y Bioko, al sureste con la selva montana de la falla Albertina, y al sur con la selva de tierras bajas del Congo noroccidental y la selva de tierras bajas del Congo nororiental.
El clima es tropical de sabana. En general, hay una estación seca y una húmeda. Las precipitaciones anuales medias, mayores cuanto más al sur, varían entre 1.200 y 1.600 mm. 
La mayor parte de la ecorregión es una meseta de unos 500 metros de altitud, que se eleva hasta los 700 hacia el oeste.

## Flora
La flora es variada; la ecorregión cuenta con selvas de galería, sabanas arboladas y sabanas herbáceas, con especies típicas de las sabanas sudanesas del norte o de las selvas del Congo, más al sur.

## Fauna
Los mamíferos característicos de la ecorregión son el eland de Derby (Taurotragus derbianus), el bongo (Tragelaphus eurycerus), el cobo untuoso (Kobus ellipsiprymnus), el cobo común (Kobus kob), el mono patas (Erythrocebus patas), el antílope ruano (Hippotragus equinus), el búfalo cafre (Syncerus caffer), el hipopótamo (Hippopotamus amphibius), la jirafa (Giraffa camelopardalis), el león (Panthera leo) y el leopardo (Panthera pardus).
El cocodrilo del Nilo (Crocodylus niloticus) está presente en los cursos de agua del norte de la ecorregión.

### Endemismos
Las selvas de galería del Parque Nacional Garamba albergan los últimos especímenes de rinoceronte blanco septentrional (Ceratotherium simum cottoni); y la última población de rinoceronte negro occidental (Diceros bicornis longipes) sobrevive en el extremo occidental de la ecorregión.
Hay varias especies endémicas de reptiles y anfibios. Entre los primeros, la serpiente ciega Rhinotyphlops sudanensis, el lagarto Ichnotropis chapini y la culebra Helophis smaragdina; entre los segundos, las ranas Amnirana longipes y Ptychadena ingeri, las ranas grillo Phrynobatrachus albomarginatus y Phrynobatrachus scapularis y la rana enana Hymenochirus boulengeri.

## Estado de conservación
En peligro crítico. La inestabilidad política, así como el crecimiento de la población, son las principales amenazas.

## Protección
- Parque Nacional Garamba, en el nordeste de la República Democrática del Congo, dclarado Patrimonio de la Humanidad por la Unesco en 1980.
- Parque Nacional del Mbam y el Djerem, en Camerún.